# Trathala peroneae
Trathala peroneae är en stekelart som beskrevs av Dasch 1979. Trathala peroneae ingår i släktet Trathala och familjen brokparasitsteklar. Inga underarter finns listade i Catalogue of Life.